# Loup-garou (Terre du Milieu)
Pour les articles homonymes, voir Loup-garou (homonymie).
Les loups-garous sont des créatures du légendaire de l'écrivain britannique J. R. R. Tolkien, apparaissant notamment dans Le Silmarillion.
Ce sont des êtres féroces possédés par des esprits terrifiants, qui parcouraient le Beleriand durant le Premier Âge,. Ils sont au service de Sauron, alors grand lieutenant et le plus terrible des serviteurs de Morgoth. On l'appelait le Seigneur des Loups-garous.

## Apparence
Malgré leur nom, il est peu probable que les loups-garous soient des humains transformés en loups, comme les lycanthropes. Les informations à leur sujet sont très limitées mais on peut imaginer que les loups-garous sont une race de loups spéciale, peut-être avec des caractéristiques humaines.

## Histoire interne
Deux ans après la bataille de Dagor Bragollach, Sauron prit d'assaut la tour de Minas Tirith, sur l'île de Tol Sirion. Celle-ci devint alors un lieu maudit qu'on appela Tol-in-Gaurhoth, l'Île des loups-garous.
À la suite de ses exploits connus dans tout le Beleriand, la tête de Beren fut mise à prix par Morgoth. Sauron prit la tête d'une armée entière de loups-garous pour tenter de le capturer. On sait que Beren se replia sur Doriath puis sur Nargothrond et qu'il repartit vers Angband avec le roi Finrod Felagund et dix compagnons avec l'intention de dérober les Silmarils à Morgoth. Ils se firent capturer près de Tol-in-Gauroth et furent jetés dans les cachots de la Tour. Chaque jour, un loup-garou venait dévorer l'un d'eux, jusqu'à ce qu'il ne reste plus que Beren.
L'arrivée de Lúthien et de Huan, le chien de Valinor, annonça la chute de Tol-in-Gaurhoth. Avec la ferme intention de libérer Beren, ils se présentèrent devant les portes de l'île maudite. Sauron envoya ses loups un par un, mais Huan les tua tous. Sauron vint alors lui-même à leur rencontre sous la forme d'un terrifiant loup-garou. Après un rude combat, Huan eut raison de lui. Il s'enfuit sous la forme d'un vampire et Tol Sirion passa sous le contrôle de Lúthien. Ce fut la fin des Loups-garous de Tol-in-Gaurhoth.

## Représentants connus

### Draugluin
Draugluin est un loup-garou terrifiant à la force immense, maître du mal et Seigneur des loups-garous d'Angband. Il est le dernier loup qui fut envoyé par Sauron sur le pont de Tol-in-Gaurhoth (Voir plus haut).  Huan le blessa mortellement et il revint mourir au pied de son maître.
Plus tard, Beren prit son apparence pour se rendre pour tenter de dérober un Silmaril à Morgoth.

### Carcharoth
Carcharoth est le plus grand loup-garou qui ait jamais existé. Son nom signifie gueule rouge en sindarin. Il est aussi appelé Anfauglir (les mâchoires de la soif).
Engeance de la race de Draugluin, nourri avec de la chair vive par Morgoth lui-même, Carcharoth était le gardien des portes de la forteresse d'Angband. Beren et Lúthien à la recherche des Silmarils l'y rencontrèrent. Lúthien l'enchanta avec sa magie afin qu'elle et Beren puissent entrer dans Angband, mais Carcharoth les attaqua alors qu'ils en ressortaient. Beren tenta de tenir la bête en respect avec la puissance du Silmaril, mais Carcharoth coupa net et avala la main de Beren - qui tenait encore le Silmaril - jusqu'au poignet.
Le Silmaril brûla de ses feux le ventre de Carcharoth, ce qui le rendit fou de douleur. Il devint une véritable furie et une terreur pour les Elfes, les Hommes et mêmes les Orques, dévastant tout sur son passage jusqu'à son arrivée à Doriath. Beren, Thingol, Beleg et Mablung ainsi que le chien Huan partirent alors sur ses traces, bien décidés à le tuer. Après avoir mortellement blessé Beren, Carcharoth fut tué par Huan et ce dernier mourut peu après sa victoire sur le loup-garou. Mablung ouvrit le ventre du loup et y trouva le Silmaril ainsi que la main de Beren, mais quand il la toucha, la chair disparut, balayée par le vent.
Le passage de  Beren perdant sa main, avalée par Carcharoth, est peut-être une réminiscence de la légende germanique du dieu Týr qui perdit sa main en combattant le loup Fenris.